# 拉尼兰诺
拉尼兰诺是一种泛PPAR激动剂，是第一种同时针对PPAR-α、PPAR-β和PPAR-γ的靶向药物。截至2023年，正在进行非酒精性脂肪性肝炎的III期试验；与针对相同病症进行III期试验的其他药物相比，其优势在于它对脂肪性肝炎和纤维化都有改善作用。